# Cepora eperia
Cepora eperia, ou gaivota de Sulawesi, é uma borboleta da família Pieridae. Ela pode ser encontrada em Celebes.

## Subespécies
As seguintes subespécies são reconhecidas:
- Cepora eperia eperia (Sulawesi)
- Cepora eperia foa Fruhstorfer, 1897 (montanhas de Sulawesi)
- Cepora eperia flava Iwasaki e Yata, 2005 (Buton Island)